# Brunnadern (Bonndorf im Schwarzwald)
Brunnadern ist ein Stadtteil der baden-württembergischen Stadt Bonndorf im Schwarzwald im Landkreis Waldshut.

## Geographie
Brunnadern liegt in einem quellenreichen Seitental nördlich des Ehrenbachtals. Ein großer Teil der Brunnaderner Gemarkung weist eine Muschelkalkdecke auf. Im Bereich des Ehrenbachtales tritt das Urgestein in Form des Wellendinger Granits hervor, der wiederum in weiten Bereichen von einer sandsteinhaltigen Übergangszone überdeckt ist.

## Geschichte
Alemannische Siedler dürften im 7. Jahrhundert nach Christus das Brunnaderner Tal erschlossen haben. Funde von Gräbern mit Schmuckstücken, Waffen und andere Grabbeigaben wurden 1827/28 und 1938 in einem Steinbruch und bei zwei Tuffbruchstellen gefunden. Die Fundstücke befinden sich heute im Museum für Ur- und Frühgeschichte in Freiburg. Die erste Urkundliche Erwähnung erfolgt 400 Jahre später als König Heinrich IV am 8. Juni 1065 dem Kloster St. Blasien den Besitz eines Hofgutes in Brunnaderon bestätigt. Im frühen Mittelalter unterstand Brunnadern als Teil des Albgaus den Gaugrafen und gehörte später den Grafen von Stühlingen. Nach mehreren Herrschaftswechseln kam es 1589 an den Freiherren von Mörsberg, der wiederum 1609 seine Herrschaft an das Kloster St. Blasien verkaufen musste. Bis zur Säkularisation und der Auflösung des Klosters 1806 gehörte Brunnadern zur Sanktblasianischen Reichsherrschaft Bonndorf und wurde danach selbständige Gemeinde im Großherzogtum Baden. Am 1. Januar 1975 wurde Brunnadern durch gesetzliche Regelung ein Bonndorfer Stadtteil.

## Religion und Kirche

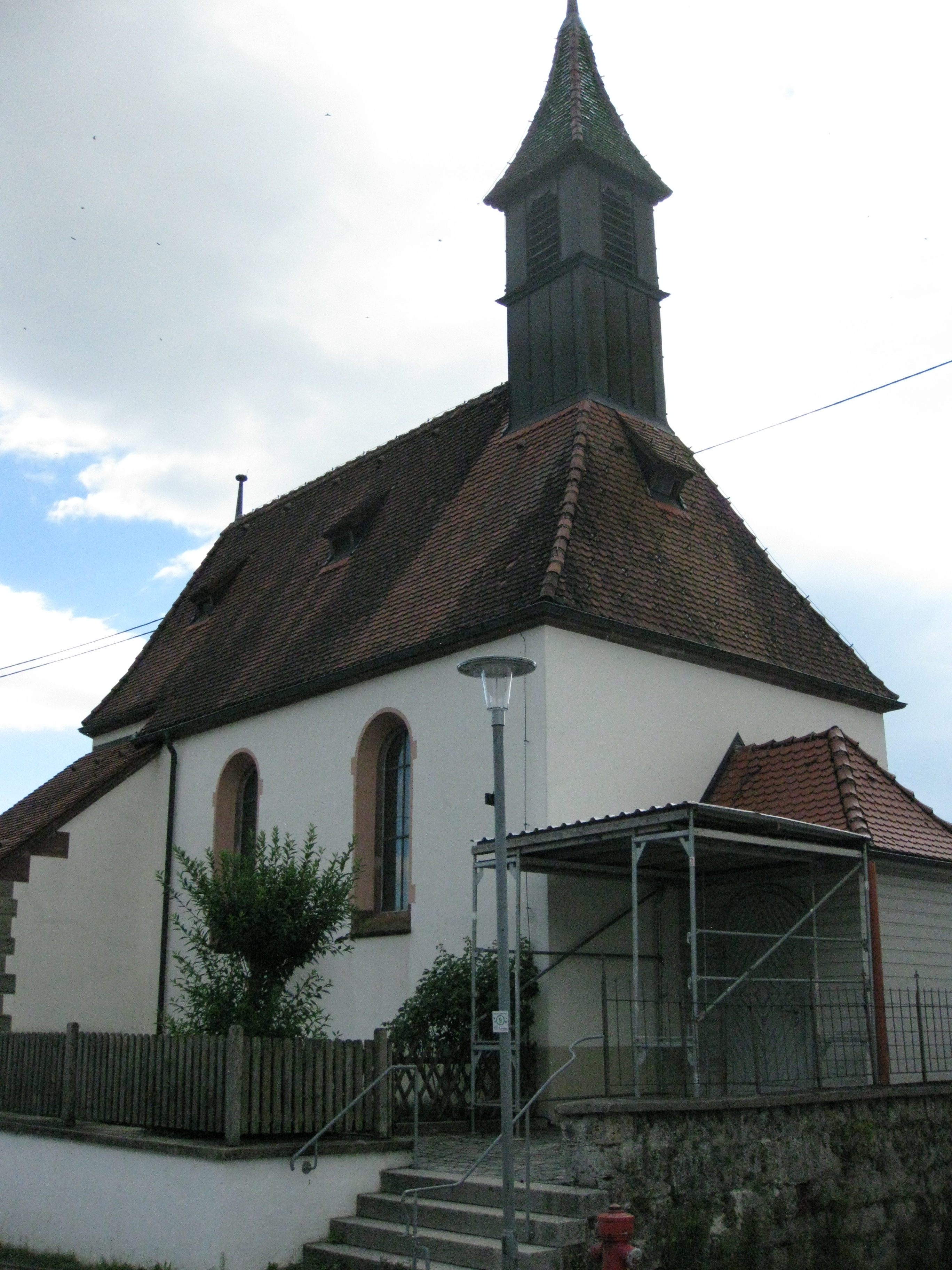
St.-Nikolaus-Kirche Brunnadern

Brunnadern war nie eine selbständige Pfarrgemeinde, sondern gehörte ursprünglich mit dem auf der gegenüberliegenden Seite des Ehrenbachtals liegenden Gemeinde Wangen zur Martinuskirche in Schwaningen. Als im 13. Jahrhundert Wangen von der Pfarrei Schwaningen abgetrennt wurde und eine selbständige Pfarrei wurde, hat man Brunnadern aufgeteilt. Die oberhalb der Gasse („ob de Gaß“) Wohnenden wurden der Pfarrei Oberwangen zugeschlagen, die „unter der Gaß“ verblieben bei Schwaningen. Auch der Begräbnisort war entsprechend der Zugehörigkeit in Wangen oder Schwaningen. Als 1434 die Pfarrei Oberwangen wegen Entvölkerung durch die Pest aufgelöst wurde und der Pfarrei Bettmaringen zugeschlagen wurde, kam auch der eine Teil von Brunnadern zur Pfarrei Bettmaringen. Bei der Neuordnung nach dem Dreißigjährigen Krieg 1659 kamen die Bewohner „ob der Gaß“ zu der viel näher gelegenen Pfarrei Dillendorf, die „unter der Gaß“ verblieben bei Schwaningen. Erst 1920 kam Brunnadern ganz als Filialgemeinde zur Pfarrei Dillendorf, unter anderem auch, weil sich in Schwaningen eine große Altkatholikengemeinde gebildet hatte. Im Jahre 2000 kam die Pfarrei Dillendorf mit der Filialgemeinde Brunnadern zur Seelsorgeeinheit Bonndorf-Wutach

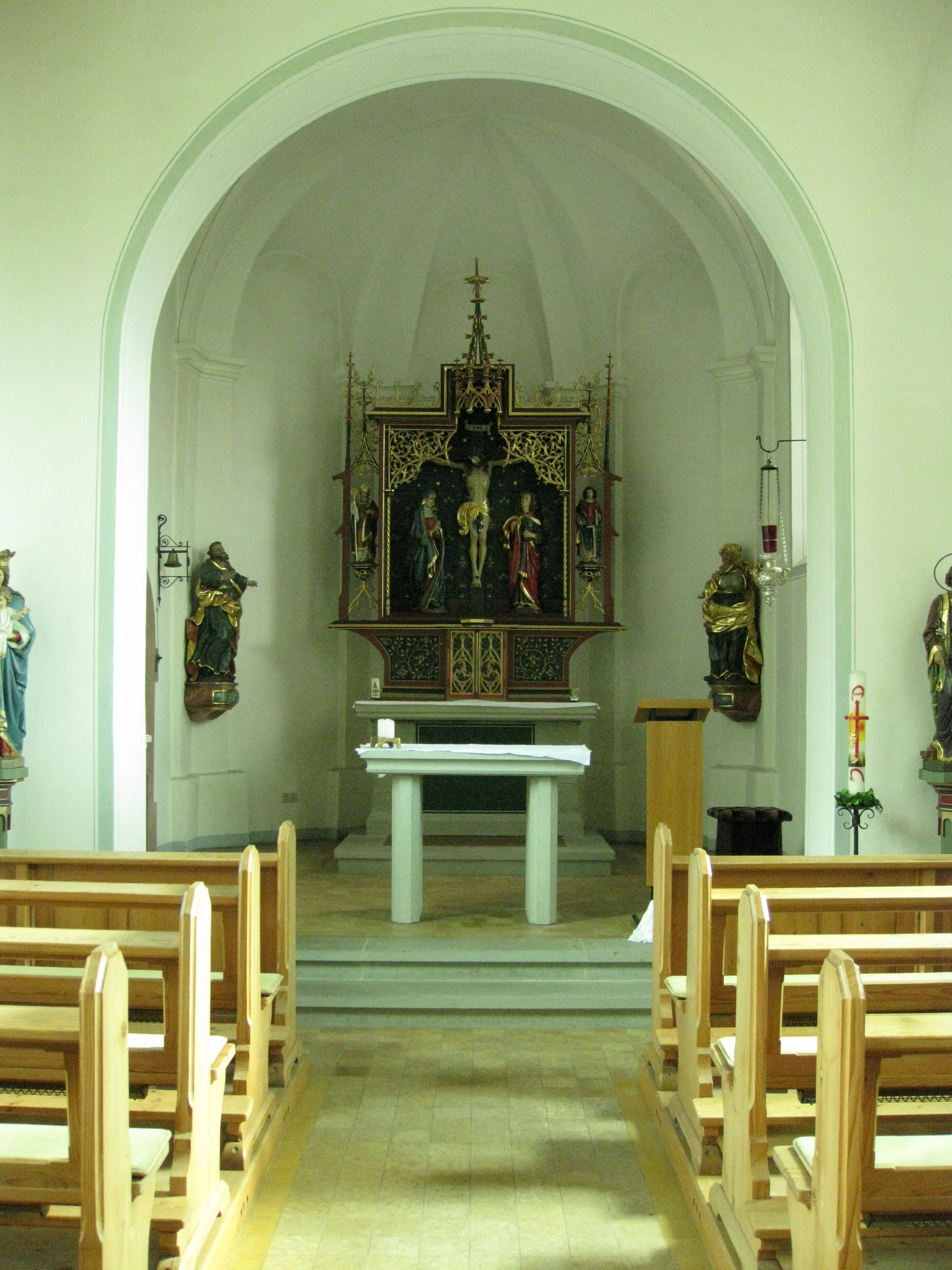
Chorraum mit neugotischem Hochaltar

Ein erstes Kirchengebäude in Brunnadern wird um die Zeit 1360/70 im Zusammenhang mit der Pfarrei Schwaningen erwähnt. Diese Dorfkapelle oder ein möglicher Nachfolgebau wurde im Dreißigjährigen Krieg verwüstet und profaniert. 1659 wurde eine neue Kirche erbaut und vom Konstanzer Weihbischof Jerg Sigmund geweiht, der wenige Jahre später bereits ein barocker Neubau folgte, welcher dem Heiligen Nikolaus geweiht wurde. Bis dahin war der Heilige Laurentius der Kirchenpatron. Als am 1. August 1900 ein Großteil des Dorfes niederbrannte, brannte auch die Nikolauskirche aus. Sie wurde in ihrer ursprünglichen Form, erweitert um eine Sakristei, wiederaufgebaut. Die Kirche schmückt ein neugotischer Hochaltar, welcher von Joseph Dettlinger geschaffen wurde. Eine Kreuzigungsgruppe wird von zwei Statuen, dem Kirchenpatron St. Nikolaus und des früheren Patron St. Laurentius, flankiert. Im Dachreiter der Kirche hängen zwei, bis heut von Hand zu läutende, Glocken. Die kleinere Laurentiusglocke wurde 1902 von der Gießerei Johann Koch in Freiburg gegossen, die größere 1923 von der Gießerei Benjamin Grüninger in Villingen im Schwarzwald.

## Ökonomie
Brunnadern war rein landwirtschaftlich geprägt. Neben den verbliebenen landwirtschaftlichen Voll- und Nebenerwerbsbetrieben leben heute in Brunnadern Auspendler, meist nach Bonndorf oder Stühlingen. Die vielen Quellen im Bereich des Dorfs führten schon früh zum Bau einer Mühle, die erstmals 1345 erwähnt wird. Mit dem allgemeinen Mühlensterben Mitte des letzten Jahrhunderts ging auch die Mühle ein und wurde 1966 abgerissen. Der bei Brunnadern anliegende Kalktuff wurde bis 1959 in mehreren Steinbrüchen gewonnen. Bis zum Zweiten Weltkrieg wurde am Talausgang Porphyr, den man in Handarbeit zu Schotter für den Straßen- und Bahnbau zerschlug, abgebaut. Die Stadt Bonndorf beabsichtigte in unmittelbarer Nähe zu Brunnadern einen acht Hektar großen Steinbruch zur Gewinnung des Wellendinger Granits einzurichten. Seitens der Brunnaderner – und umliegenden Bevölkerung gab es dagegen aber massiven Widerstand. Im weiteren Planungsverlauf erbrachte ein Gutachten aber die Gewissheit, dass der Granit an der geplanten Abbaustelle von einer bis zu 25 m mächtigen Buntsandsteinschicht überdeckt ist, was einen Abbau unwirtschaftlich macht.